# Hallschlag
Hallschlag est une municipalité du Verbandsgemeinde Obere Kyll, dans l'arrondissement de Vulkaneifel, en Rhénanie-Palatinat, dans l'ouest de l'Allemagne.

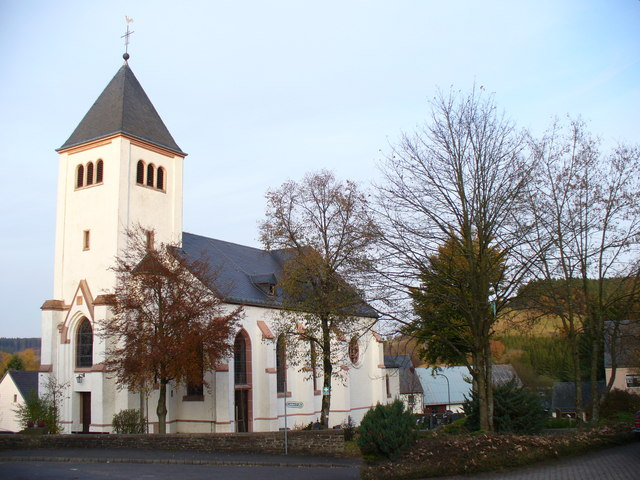
Église paroissiale de Hallschlag